# 大石控制中心

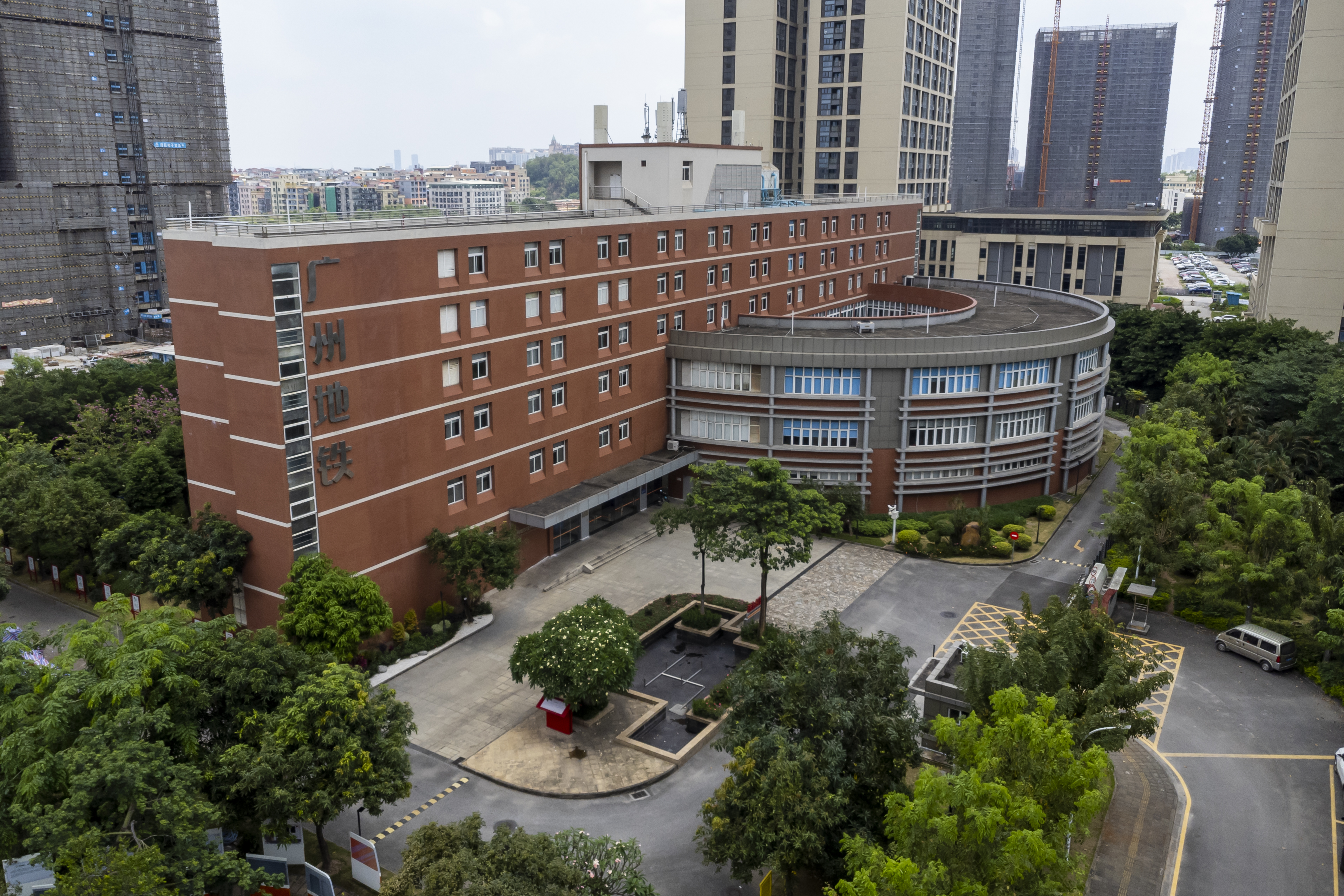
大石控制中心

大石控制中心，位于中国广东省广州市番禺区地铁大石站C出口旁，是广州地铁三号线、七号线、九号线及未来十号线的共用控制中心，也是广州地铁线网的后备控制指挥中心。